# Дреба
Дреба (нім. Dreba) — громада в Німеччині, розташована в землі Тюрингія. Входить до складу району Заале-Орла. Складова частина об'єднання громад Зенплатте.
Площа — 12,46 км2. Населення становить Невірний параметр metadata 16 075 018 ос. (станом на 31 грудня 2021).

## Галерея

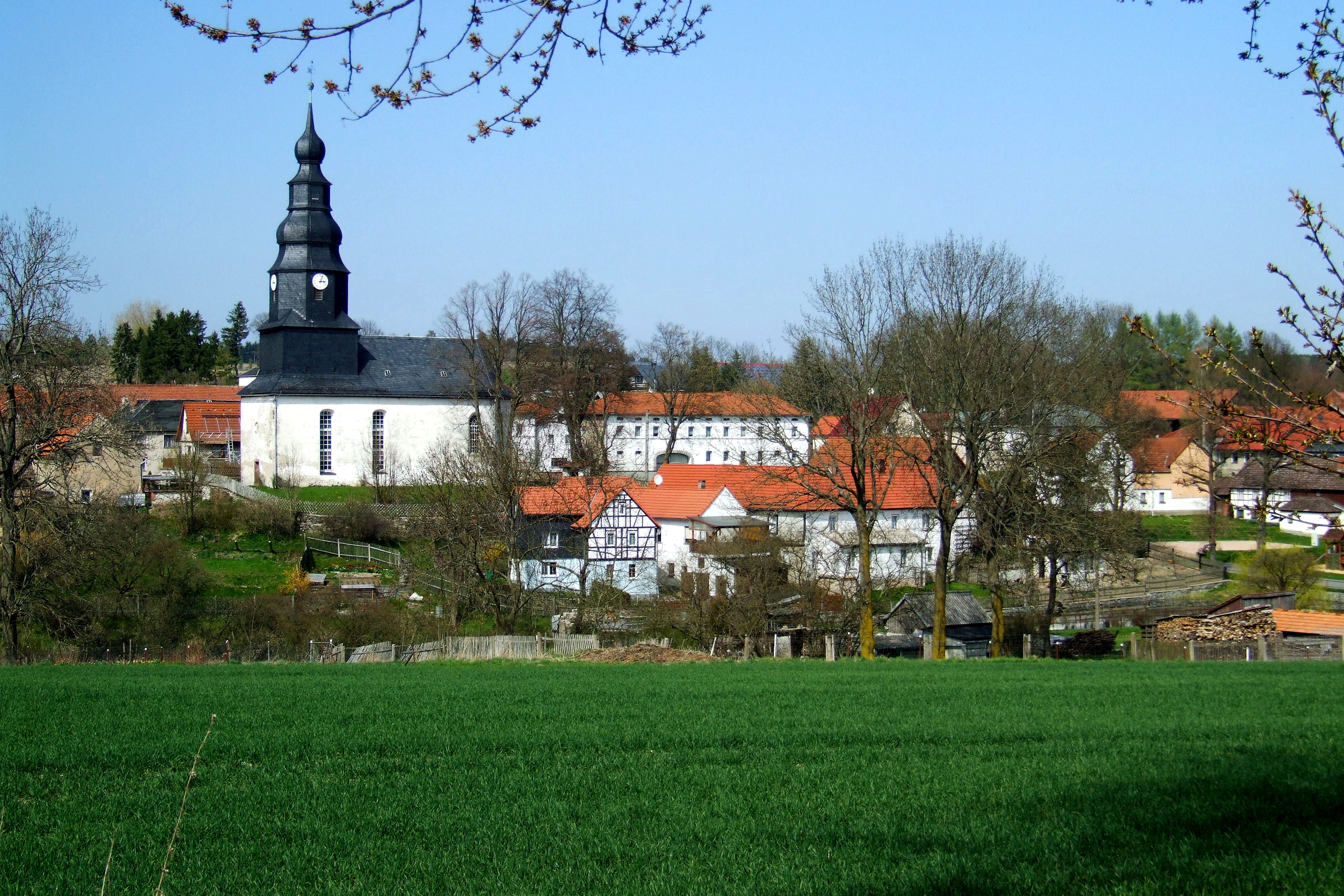